# Lista de prêmios e indicações recebidos por Kylie Minogue
Este anexo é uma lista dos prêmios e indicações recebidos por Kylie Minogue, uma cantora, compositora e atriz australiana. Em 1987, Kylie lançou o seu primeiro single Locomotion, e no ano seguinte a canção foi premiada no ARIA Awards, na categoria Highest Selling Single. No ano seguinte, em 1989, venceu duas categorias na mesma premiação.
Em 1996, a participação na música "Where the Wild Roses Grow" com Nick Cave lhe renderam 3 ARIA Awards nas categorias Best Pop Release, Single of the Year e Song of the Year, e dois anos depois, seu single Did It Again também recebeu uma indicação na penúltima categoria, mas perdeu para Natalie Imbruglia com o single Torn. Ainda no mesmo ano, Minogue ganhou um Video Music Awards. Ela lançou seu sétimo álbum de estúdio Light Years, e em 2001, o álbum foi premiado com um 2 ARIA Awards. A música "Spinning Around" venceu a categoria Best Pop Release na mesma premiação em 2000.
Em 2001, Minogue recebeu um prêmio no Top of the Pops Awards pela sua turnê On a Night Like This Tour. No mesmo ano, lançou seu oitavo álbum de estúdio Fever. A música "Can't Get You Out of My Head" se destacou em algumas premiações musicais como o Capital FM Radio Music Awards e o MTV Video Music Awards de 2002, onde o videoclipe da música recebeu apenas uma indicação ao prêmio. Em 2003, a música "Love at First Sight" foi indicada ao Grammy Awards na categoria Best Dance Recording, mas perdeu para Dirty Vegas com o single "Days Go By". Somente em 2004, Minogue ganhou a premiação com o single "Come Into My World".
Em 2009, o seu álbum X foi indicado ao Grammy Award, na categoria Best Electronic/Dance Album. A cantora venceu duas categorias no Cyprus Music Awards em 2012, sendo elas Best Comeback e Best Artist from the Oldies.

## Televisão e filme (Atriz)

### Logie Awards
O Logie Awards é uma premiação australiana que indica a indústria da televisão, que é apresentado anualmente no TV Week desde 1959. Minogue ganhou seis prêmios de nove indicações.
| Ano  | Recipiente           | Categoria                                           | Resultado |
| ---- | -------------------- | --------------------------------------------------- | --------- |
| 1990 | "Never Too Late"     | Clipe Mais Popular                                  | Venceu    |
| 1989 | Neighbours           | Personalidade Mais Popular na Televisão Australiana | Indicado  |
| 1989 | "Especially for You" | Clipe Mais Popular na Austrália                     | Indicado  |
| 1988 | Neighbours           | Atriz Mais Popular na Austrália                     | Venceu    |
| 1988 | Neighbours           | Personalidade Mais Popular na Televisão Australiana | Venceu    |
| 1988 | Neighbours           | Personalidade Mais Popular na Televisão Victoriana  | Venceu    |
| 1988 | "The Loco-Motion"    | Clipe Mais Popular                                  | Venceu    |
| 1987 | Neighbours           | Atriz Mais Popular na Austrália                     | Venceu    |
| 1987 | Neighbours           | Revelação Mais Popular                              | Indicado  |

### MTV Movie Awards
O MTV Movie Awards é uma cerimônia anual de premiação, que foi estabelecida em 1992 pela MTV a reconhecer o melhor em filmes votados pelo público em geral. Minogue foi nomeada uma vez para Best Cameo por sua aparição como a Fada Verde em Moulin Rouge! (2001).
| Ano  | Recipiente                 | Categoria  | Resultado |
| ---- | -------------------------- | ---------- | --------- |
| 2002 | Fada Verde (Moulin Rouge!) | Best Cameo | Indicado  |

## Música

### ARIA Music Awards
O ARIA Music Awards é apresentado pela Australian Recording Industry Association (ARIA) desde 1987. Esta premiação reconhece excelência na música australiana em diferentes gêneros. Minogue já recebeu 16 prêmios de 39 indicações. Adicionalmente, Minogue foi introduzida no ARIA Hall of Fame em 2011 pelas suas realizações na indústria da música.
| Ano  | Recipiente                                                     | Categoria                 | Resultado   |
| ---- | -------------------------------------------------------------- | ------------------------- | ----------- |
| 1988 | "Locomotion"                                                   | Single Mais Vendido       | Venceu      |
| 1989 | "I Should Be So Lucky"                                         | Single Mais Vendido       | Venceu      |
| 1989 | Ela mesma                                                      | Prêmio Conquista Especial | Venceu      |
| 1990 | Ela mesma                                                      | Prêmio Conquista Incrível | Venceu      |
| 1992 | Let's Get to It                                                | Melhor Artista Feminina   | Indicado    |
| 1995 | Kylie Minogue                                                  | Melhor Artista Feminina   | Indicado    |
| 1995 | "Put Yourself In My Place"                                     | Melhor Clipe              | Venceu      |
| 1996 | "Where the Wild Roses Grow" (with Nick Cave and the Bad Seeds) | Melhor Lançamento Pop     | Venceu      |
| 1996 | "Where the Wild Roses Grow" (with Nick Cave and the Bad Seeds) | Single do Ano             | Venceu      |
| 1996 | "Where the Wild Roses Grow" (with Nick Cave and the Bad Seeds) | Música do Ano             | Venceu      |
| 1998 | Impossible Princess                                            | Álbum do Ano              | Indicado    |
| 1998 | Impossible Princess                                            | Melhor Artista Feminina   | Indicado    |
| 1998 | Impossible Princess                                            | Melhor Lançamento Pop     | Indicado    |
| 1998 | "Did It Again"                                                 | Single do Ano             | Indicado    |
| 1999 | "Cowboy Style"                                                 | Melhor Artista Feminina   | Indicado    |
| 2000 | "Spinning Around"                                              | Melhor Artista Feminina   | Indicado    |
| 2000 | "Spinning Around"                                              | Melhor Lançamento Pop     | Venceu      |
| 2001 | Light Years                                                    | Álbum do Ano              | Indicado    |
| 2001 | Light Years                                                    | Melhor Artista Feminina   | Venceu      |
| 2001 | Light Years                                                    | Melhor Lançamento Pop     | Venceu      |
| 2001 | Light Years                                                    | Álbum Mais Vendido        | Indicado    |
| 2001 | "On a Night Like This"                                         | Single do Ano             | Indicado    |
| 2002 | Fever                                                          | Álbum do Ano              | Indicado    |
| 2002 | Fever                                                          | Melhor Artista Feminina   | Indicado    |
| 2002 | Fever                                                          | Melhor Lançamento Pop     | Venceu      |
| 2002 | Fever                                                          | Álbum Mais Vendido        | Venceu      |
| 2002 | "Can't Get You Out of My Head"                                 | Highest Selling Single    | Venceu      |
| 2002 | "Can't Get You Out of My Head"                                 | Single do Ano             | Venceu      |
| 2002 | Ela mesma                                                      | Prêmio Conquista Incrível | Venceu      |
| 2003 | "Come into My World"                                           | Melhor Artista Feminina   | Indicado    |
| 2003 | "Come into My World"                                           | Melhor Álbum Pop          | Indicado    |
| 2004 | Body Language                                                  | Melhor Artista Feminina   | Indicado    |
| 2005 | "I Believe in You"                                             | Melhor Artista Feminina   | Indicado    |
| 2005 | "I Believe in You"                                             | Melhor Lançamento Pop     | Indicado    |
| 2006 | Kylie: Showgirl                                                | Melhor DVD Musical        | Indicado    |
| 2008 | X                                                              | Melhor Artista Feminina   | Indicado    |
| 2008 | X                                                              | Melhor Lançamento Pop     | Indicado    |
| 2010 | Aphrodite                                                      | Melhor Artista Feminina   | Indicado    |
| 2010 | Aphrodite                                                      | Melhor Lançamento Pop     | Indicado    |
| 2011 | Ela mesma                                                      | ARIA Hall of Fame         | Introduzida |

### Australian Commercial Radio Awards
O Australian Commercial Radio Awards (ACRAs) é realizado anualmente pela Commercial Radio Australia desde 1989. Eles reconhecem, "a excelência em todas as áreas de radiodifusão, incluindo notícias, esporte, música e entretenimento". Minogue venceu nesta premiação na categoria Artista Australiana Mais Tocada em 2003.
| Ano  | Recipiente | Categoria                       | Resultado |
| ---- | ---------- | ------------------------------- | --------- |
| 2003 | N/A        | Artista Australiana Mais Tocada | Venceu    |

### Australian DVD Awards
O Australian DVD Awards foi estabelecido em 2002 pela Region 4 Magazine e é votado pelo público e profissionais da indústria. Minogue recebeu três prêmios de três indicações.
| Ano  | Recipiente     | Categoria                          | Resultado |
| ---- | -------------- | ---------------------------------- | --------- |
| 2006 | Best Music DVD | Kylie Showgirl                     | Indicado  |
| 2003 | Best Music DVD | KylieFever2002: Live in Manchester | Venceu    |
| 2002 | Best Music DVD | Live in Sydney                     | Venceu    |

### Australian Entertainment Mo Awards
O Australian Entertainment "Mo Awards" honra a exelência em entretenimento ao vivo em toda a Austrália, e foi lançado em 1975. Minogue venceu seis vezes nesta premiação.
| Ano  | Recipiente | Categoria                                      | Resultado |
| ---- | ---------- | ---------------------------------------------- | --------- |
| 1990 | Ela mesma  | International Showbusiness Ambassador          | Venceu    |
| 2001 | Ela mesma  | Australian Performer of the Year               | Venceu    |
| 2002 | Ela mesma  | Australian Performer of the Year               | Venceu    |
| 2002 | Ela mesma  | Australian Showbusiness Ambassador of the Year | Venceu    |
| 2003 | Ela mesma  | Australian Performer of the Year               | Venceu    |
| 2003 | Ela mesma  | Australian Showbusiness Ambassador of the Year | Venceu    |

### Australian Video Music Awards
| Ano  | Recipiente       | Categoria                                    | Resultado |
| ---- | ---------------- | -------------------------------------------- | --------- |
| 2003 | Kylie Fever 2002 | Retailer’s Choice of Music Title of the Year | Venceu    |

### Bravo Otto Awards
O Bravo Otto é um prêmio dado pela revista alemã Bravo. Apresentado pela primeira vez em 1957, estes prémios honram os melhores desempenhos no cinema, televisão e música com ouro, prata ou bronze. Minogue recebeu venceu duas vezes bronze e uma vez de ouro, e foi apresentada com um Honorary Otto em 2003 pelo seu trabalho na indústria da música.
| Ano  | Recipiente | Categoria     | Resultado |
| ---- | ---------- | ------------- | --------- |
| 1988 | Ela mesma  | Female Singer | Bronze    |
| 1989 | Ela mesma  | Female Singer | Bronze    |
| 2001 | Ela mesma  | Female Singer | Ouro      |
| 2003 | Ela mesma  | Honorary Otto | Venceu    |

### American Choreography Awards
O American Choreography Awards era uma premiação que honrava coreógrafos notáveis nas áreas de longa-metragem, televisão, vídeos musicais, e comerciais. Ele foi apresentado entre 1994 até 2004. Minogue, com o vídeo musical que foi coreografado por Michael Rooney de seu single "Chocolate", recebeu uma indicação em 2004.
| Ano  | Recipiente                                   | Categoria                                             | Resultado |
| ---- | -------------------------------------------- | ----------------------------------------------------- | --------- |
| 2004 | "Chocolate" (coreografia por Michael Rooney) | Outstanding Achievement in Choreography – Music Video | Indicado  |

### BRIT Awards
O BRIT Awards é atribuído anualmente pela British Phonographic Industry. Minogue já recebeu 13 indicações, vencendo três.
| Ano  | Artista/trabalho nomeado       | Categoria                        | Resultado |
| ---- | ------------------------------ | -------------------------------- | --------- |
| 1989 | Ela mesma                      | Best International Female        | Indicado  |
| 1995 | Ela mesma                      | Best International Female        | Indicado  |
| 2001 | Ela mesma                      | Best International Female        | Indicado  |
| 2002 | "Kids" (com Robbie Williams)   | Best British Video               | Indicado  |
| 2002 | Fever                          | Best International Album         | Venceu    |
| 2002 | Ela mesma                      | Best International Female        | Venceu    |
| 2002 | Ela mesma                      | Best Pop Act                     | Indicado  |
| 2004 | Ela mesma                      | Best International Female        | Indicado  |
| 2005 | Ela mesma                      | International Female Solo Artist | Indicado  |
| 2008 | X                              | International Album              | Indicado  |
| 2008 | Ela mesma                      | International Female Solo Artist | Venceu    |
| 2010 | "Can't Get You Out of My Head" | The BRIT's Hits 30               | Indicado  |
| 2011 | Ela mesma                      | International Female Solo Artist | Indicado  |

### BT Digital Music Awards
O BT Digital Music Awards é atribuído anualmente no Reino Unido desde 2001. Minogue recebeu quatro indicações, vencendo duas.
| Ano  | Recipiente    | Categoria                 | Resultado |
| ---- | ------------- | ------------------------- | --------- |
| 2008 | Ela mesma     | Artist of the Year        | Indicado  |
| 2008 | Kylie Konnect | Best Innovation or Gadget | Venceu    |
| 2008 | Ela mesma     | Best Pop Artist           | Venceu    |
| 2010 | Kylie.com     | Best Official Web Site    | Indicado  |

### British TV Awards
| Ano  | Recipiente        | Categoria              | Resultado |
| ---- | ----------------- | ---------------------- | --------- |
| 2002 | Agent Provocateur | Best Cinema Commercial | Venceu    |

### Capital FM Radio Music Awards
| Ano  | Recipiente                     | Categoria                 | Resultado |
| ---- | ------------------------------ | ------------------------- | --------- |
| 2002 | Ela mesma                      | Best International Female | Venceu    |
| 2002 | "Can't Get You out of My Head" | Best International Single | Venceu    |

### Cyprus Music Awards
Kylie Minogue ganhou tudo o que o Cyprus Music Awards a nomeou.
| Ano  | Recipiente | Categoria                   | Resultado |
| ---- | ---------- | --------------------------- | --------- |
| 2012 | Ela mesma  | Best Comeback               | Venceu    |
| 2012 | Ela mesma  | Best Artist from the Oldies | Venceu    |

### Dutch Edison Awards
| Ano  | Recipiente                     | Categoria          | Resultado |
| ---- | ------------------------------ | ------------------ | --------- |
| 2002 | "Can't Get You out of My Head" | Single of the Year | Venceu    |

### ECHO Arena
ECHO Arena se localiza no Arena and Convention Centre em Liverpool, Reino Unido. Em 2014, Minogue foi honrada com o "Icon Award".
| Ano  | Recipiente | Categoria  | Resultado |
| ---- | ---------- | ---------- | --------- |
| 2014 | Ela mesma  | ICON Award | Venceu    |

### EIF Women’s Cancer Research Fund’s 16th Annual
| Ano  | Recipiente | Categoria     | Resultado |
| ---- | ---------- | ------------- | --------- |
| 2013 | Ela mesma  | Courage Award | Venceu    |

### Elle Style Awards
| Ano  | Recipiente | Categoria                  | Resultado |
| ---- | ---------- | -------------------------- | --------- |
| 2008 | N/A        | Woman of the Year          | Venceu    |
| 2005 | N/A        | Lifetime Achievement Award | Venceu    |
| 2002 | N/A        | Woman of the Year          | Venceu    |

### German BAMBI Award
| Ano  | Recipiente                     | Categoria            | Resultado |
| ---- | ------------------------------ | -------------------- | --------- |
| 2001 | "Can't Get You out of My Head" | Comeback of the Year | Venceu    |

### Glamour Awards
| Ano  | Recipiente | Categoria                | Resultado |
| ---- | ---------- | ------------------------ | --------- |
| 2009 | N/A        | Entrepreneur of the Year | Venceu    |
| 2009 | N/A        | Woman of the Year        | Venceu    |

### Grammy Awards
O Grammy Awards é atribuído anualmente pela National Academy of Recording Arts and Sciences. Minogue recebeu cinco indicações, vencendo uma.
| Ano  | Recipiente            | Categoria                   | Resultado |
| ---- | --------------------- | --------------------------- | --------- |
| 2003 | "Love at First Sight" | Best Dance Recording        | Indicado  |
| 2004 | "Come Into My World"  | Best Dance Recording        | Venceu    |
| 2005 | "Slow"                | Best Dance Recording        | Indicado  |
| 2006 | "I Believe In You"    | Best Dance Recording        | Indicado  |
| 2009 | X                     | Best Electronic/Dance Album | Indicado  |

### Goldene Kamera Awards (Alemanha)
| Ano  | Recipiente | Categoria                    | Resultado |
| ---- | ---------- | ---------------------------- | --------- |
| 2008 | N/A        | Best International Music Act | Venceu    |

### Golden Rose Awards
| Ano  | Recipiente      | Categoria    | Resultado |
| ---- | --------------- | ------------ | --------- |
| 2004 | Money Can't Buy | Best Concert | Indicado  |

### GQ Awards
| Ano  | Recipiente | Categoria           | Resultado |
| ---- | ---------- | ------------------- | --------- |
| 2001 | N/A        | Services to Mankind | Venceu    |

### GQ Men of the Year Awards
| Ano  | Recipiente | Categoria               | Resultado |
| ---- | ---------- | ----------------------- | --------- |
| 2013 | Ela mesma  | Gentlewoman of the Year | Venceu    |

### Helpmann Awards
| Ano  | Artista/trabalho nomeado   | Award                                | Result   |
| ---- | -------------------------- | ------------------------------------ | -------- |
| 2009 | KylieX2008                 | Best Australian Contemporary Concert | Indicado |
| 2012 | Anti Tour                  | Best Australian Contemporary Concert | Indicado |
| 2012 | Aphrodite: Les Folies Tour | Best Australian Contemporary Concert | Venceu   |
| 2013 | Ela mesma                  | JC Williamson Award                  | Venceu   |

### Hong Kong Top Sales Music Awards
| Ano  | Recipiente | Categoria                          | Resultado |
| ---- | ---------- | ---------------------------------- | --------- |
| 2002 | Fever      | Top 10 Best Selling Foreign Albums | Venceu    |

### Italian Dance Awards
| Ano  | Recipiente                     | Categoria                    | Resultado |
| ---- | ------------------------------ | ---------------------------- | --------- |
| 2002 | N/A                            | Best International Dance Act | Venceu    |
| 2001 | N/A                            | Best International Artist    | Venceu    |
| 2001 | Fever                          | Best Album                   | Indicado  |
| 2001 | "Can't Get You out of My Head" | Best Song                    | Venceu    |
| 2001 | "Can't Get You out of My Head" | Best Video                   | Venceu    |

### Ivor Novello Awards
| Ano  | Recipiente                           | Categoria                      | Resultado |
| ---- | ------------------------------------ | ------------------------------ | --------- |
| 2004 | "Slow"                               | Best Contemporary Song         | Indicado  |
| 2004 | "Slow"                               | International Hit of the Year  | Indicado  |
| 2003 | "Love at First Sight"/"In Your Eyes" | Most Performed Work            | Indicado  |
| 2002 | "Can't Get You out of My Head"       | Best International Single      | Venceu    |
| 2002 | "Can't Get You out of My Head"       | Best Dance Record              | Venceu    |
| 2002 | "Can't Get You out of My Head"       | Most Played Record of the Year | Venceu    |
| 2002 | "Can't Get You out of My Head"       | Best Selling UK Single         | Indicado  |

### Japan Gold Disc Award
| Ano  | Recipiente           | Categoria                             | Resultado |
| ---- | -------------------- | ------------------------------------- | --------- |
| 1989 | I Should Be So Lucky | THE GRAND PRIX NEW ARTIST OF THE YEAR | Venceu    |
| 1989 | I Should Be So Lucky | THE GRAND PRIX SINGLE OF THE YEAR     | Venceu    |

### London DanceStar Awards
| Ano  | Recipiente                     | Categoria      | Resultado |
| ---- | ------------------------------ | -------------- | --------- |
| 2002 | "Can't Get You out of My Head" | Best Chart Act | Venceu    |

### Music Industry Trusts' Award
- Kylie Minogue foi a primeira artista feminina a receber um prêmio Music Industry Trust em 2007.

| Ano  | Recipiente | Categoria                                                  | Resultado |
| ---- | ---------- | ---------------------------------------------------------- | --------- |
| 2007 | N/A        | "Universally acclaimed status as an icon of pop and style" | Venceu'   |

### Music Week Creative & Design Awards
| Ano  | Recipiente | Categoria      | Resultado |
| ---- | ---------- | -------------- | --------- |
| 2004 | "Slow"     | Best Pop Video | Venceu    |

### MTV Asia Awards
| Ano  | Recipiente                     | Categoria          | Resultado |
| ---- | ------------------------------ | ------------------ | --------- |
| 2002 | N/A                            | Best Female Artist | Indicado  |
| 2002 | "Can't Get You out of My Head" | Best Video         | Indicado  |

### MTV Europe Music Awards
| Ano  | Recipiente | Categoria          | Resultado |
| ---- | ---------- | ------------------ | --------- |
| 2003 | N/A        | Best Female Artist | Indicado  |
| 2003 | N/A        | Best Pop Artist    | Indicado  |
| 2002 | Fever      | Best Album         | Indicado  |
| 2002 | N/A        | Best Female Artist | Indicado  |
| 2002 | N/A        | Best Pop Act       | Venceu    |
| 2002 | N/A        | Best Dance Act     | Venceu    |

### MTV Video Music Awards
| Ano  | Recipiente                     | Categoria                                           | Resultado |
| ---- | ------------------------------ | --------------------------------------------------- | --------- |
| 1990 | "Better the Devil You Know"    | International Viewer's Choice Award (MTV Australia) | Indicado  |
| 1998 | "Did It Again"                 | International Viewer's Choice Award (MTV Australia) | Venceu    |
| 2002 | "Can't Get You out of My Head" | Best Choreography                                   | Venceu    |
| 2002 | "Can't Get You out of My Head" | Best Dance Video                                    | Indicado  |
| 2002 | "Can't Get You out of My Head" | International Viewer's Choice Award (MTV Australia) | Indicado  |

### Much Music Video Awards
| Ano  | Recipiente                     | Categoria                | Resultado |
| ---- | ------------------------------ | ------------------------ | --------- |
| 2002 | "Can't Get You out of My Head" | Best International Video | Indicado  |

### NewNowNext Awards
| Ano  | Recipiente | Categoria              | Resultado |
| ---- | ---------- | ---------------------- | --------- |
| 2013 | Ela mesma  | Dance Floor Hero Award | Venceu    |

### NME Awards
The NME Awards é atribuído anualmente pela New Musical Express (NME). Minogue já recebeu quatro indicações, vencendo duas.
| Ano  | Recipiente                     | Categoria        | Resultado |
| ---- | ------------------------------ | ---------------- | --------- |
| 2002 | Ela mesma                      | Best Pop Act     | Venceu    |
| 2002 | "Can't Get You Out of My Head" | Best Single      | Indicado  |
| 2002 | Ela mesma                      | Best Solo Artist | Indicado  |
| 2008 | Ela mesma                      | Sexiest Woman    | Venceu    |

### NRJ Music Awards(França)
| Ano  | Recipiente                     | Categoria                 | Resultado |
| ---- | ------------------------------ | ------------------------- | --------- |
| 2008 | "N/A"                          | NRJ Award of Honor        | Venceu    |
| 2004 | "Slow"                         | Best Dance Song           | Venceu    |
| 2003 | N/A                            | Best International Female | Indicado  |
| 2003 | Kylie.com                      | Best Music Web-Site       | Indicado  |
| 2002 | "Can't Get You out of My Head" | Best International Song   | Venceu    |

### Premios 40 Principales
O Premios 40 Principales é uma premiação anual espanhola que reconhece as pessoas e obras de músicos pop.
| Ano  | Recipiente    | Categoria                 | Resultado |
| ---- | ------------- | ------------------------- | --------- |
| 2010 | Kylie Minogue | Best International Artist | Indicado  |

### Q Awards
| Ano  | Recipiente | Categoria | Resultado |
| ---- | ---------- | --------- | --------- |
| 2007 | N/A        | Q Idol    | Venceu    |

### Silver Clef Nordhoff Robbins
| Ano  | Recipiente | Categoria                             | Resultado |
| ---- | ---------- | ------------------------------------- | --------- |
| 2001 | N/A        | International Award                   | Venceu    |
| 2012 | N/A        | 25th Anniversary O2 Silver Clef Award | Venceu    |

### Smash Hits Awards
| Ano  | Recipiente                     | Categoria                  | Resultado |
| ---- | ------------------------------ | -------------------------- | --------- |
| 2005 | N/A                            | Lifetime Achievement Award | Venceu    |
| 2001 | N/A                            | Best Female                | Indicado  |
| 2001 | "Can't Get You out of My Head" | Best Single                | Indicado  |

### TMF Awards
| Ano  | Recipiente | Categoria                | Resultado |
| ---- | ---------- | ------------------------ | --------- |
| 2004 | "Slow"     | Best International Video | Venceu    |

### Top of the Pops Awards
| Ano  | Recipiente                     | Categoria   | Resultado |
| ---- | ------------------------------ | ----------- | --------- |
| 2002 | KylieFever2002                 | Top Tour    | Venceu    |
| 2001 | N/A                            | Top Pop Act | Indicado  |
| 2001 | On a Night Like This Tour      | Top Tour    | Venceu    |
| 2001 | "Can't Get You out of My Head" | Top Single  | Venceu    |

### Variety Club of Great Britain Awards
| Ano  | Recipiente | Categoria                            | Resultado |
| ---- | ---------- | ------------------------------------ | --------- |
| 2002 | N/A        | Showbusiness Personality of the Year | Venceu    |

### Virgin Media Music Awards
| Ano  | Recipiente | Categoria          | Resultado |
| ---- | ---------- | ------------------ | --------- |
| 2009 | N/A        | Legend of the Year | Venceu    |

### UK CADS Awards
| Ano  | Recipiente           | Categoria        | Resultado |
| ---- | -------------------- | ---------------- | --------- |
| 2003 | "Come Into My World" | Best Music Video | Venceu    |

### UK Creative and Design Awards
| Ano  | Recipiente                     | Categoria          | Resultado |
| ---- | ------------------------------ | ------------------ | --------- |
| 2002 | "Can't Get You out of My Head" | Best Pop Video     | Venceu    |
| 2002 | "Can't Get You out of My Head" | Best Video of 2001 | Venceu    |

### World Music Awards
| Ano  | Recipiente | Categoria                                  | Resultado |
| ---- | ---------- | ------------------------------------------ | --------- |
| 2002 | N/A        | Best Selling Australian Artist of the Year | Venceu    |
| 1991 | N/A        | Best Selling Australian Artist of the Year | Venceu    |